# Juan Pablo López
Juan Pablo López, vollständiger Name Juan Pablo López Patrón, (* 6. Februar 1992) ist ein uruguayischer Fußballspieler.

## Karriere
Der 1,90 Meter große, auf der rechten Außenposition eingesetzte Mittelfeldakteur López stand in der Spielzeit 2012/13 im Kader des Erstligisten Racing Club in Montevideo. In jener Saison absolvierte er ein Spiel in der Primera División. Zur Apertura 2013 stieß er zum Erstligisten Cerro Largo FC. Einsätze sind dort allerdings nicht zu verzeichnen.